# Randvaal
Randvaal este un oraș din provincia Gauteng, Africa de Sud.